# Rajesh Koothrappali
Dr. Rajesh Ramayan «Raj» Koothrappali (Nueva Delhi, India, 6 de octubre de 1980) es un personaje de ficción de la serie estadounidense The Big Bang Theory, interpretado por Kunal Nayyar.

## Personalidad
Conocido como "Raj",  nació en India y trabaja como astrofísico en el instituto Caltech. Su mayor logro profesional es el descubrimiento de un nuevo objeto astronómico más allá del cinturón de Kuiper, al que llamó "Planet Bollywood" (en alusión al Hollywood indio). Esto le valió aparecer en la revista People. Sus padres lo inducen a que tenga relaciones con mujeres, pues sospechan que "Raj" es homosexual y que su pareja es Howard, situación que la misma serie ironiza; puesto que ambos en ocasiones tienen discusiones propias de un matrimonio en conflicto, han llegado a besarse (por accidente) y Raj se pone celoso cuando Howard da detalles sobre su sexualidad. 
Este personaje representa el estereotipo de un hindú que reside en Estados Unidos. Además su familia es muy rica. Es quien menos problemas del grupo tendría, si no fuera porque padece un raro trastorno (mutismo selectivo) lo cual le impide hablar con las mujeres (o con hombres en apariencia afeminados), a excepción de su madre y su hermana; solo se comunicaba con ellas si está ebrio o cree estarlo. Tiene un abierto lado femenino, declarándose metrosexual y también destaca su repudio hacia la comida india. Se comunica con sus padres vía Skype, quienes le alientan a conocer y casarse con una mujer hindú; hasta que finalmente este acepta que le arreglen una cita; sin embargo, la chica termina siendo lesbiana. Asimismo, los padres de Raj han mostrado en algunas ocasiones su preocupación por la posible homosexualidad del mismo. 
Raj muchas veces habla sobre la pobreza de la India, situaciones en las que sus amigos le recuerdan su origen de familia acomodada. A veces se siente un poco discriminado por los demás, tanto por su origen indio como por su incapacidad para hablar con las mujeres.
Como ya hemos resaltado, sufre de timidez patológica y es incapaz de hablar con mujeres por padecer mutismo selectivo (y según sus propias palabras, "tampoco con hombres afeminados") a menos que consuma alcohol (aunque con Penny es capaz de hablar algunas veces cuando desarrolla suficiente confianza, y con Priya porque es su hermana). No obstante, en una oportunidad consumió un medicamento en fase de prueba que le permitía controlar su timidez y hablar con las mujeres, aunque le producía espasmos musculares como efecto secundario. Sin embargo, cuando consume alcohol se vuelve un seductor nato, llegando a tener más éxito que Howard. Un ejemplo es cuando se encuentra con la protagonista de Terminator: The Sarah Connor Chronicles, Summer Glau y entabla una conversación agradable con ella, conversación que el mismo Howard, celoso de éste, termina arruinando cuando le indica que la cerveza que está consumiendo no tiene contenido alcohólico. Finalmente, en el último episodio de la sexta temporada, consigue hablar con Penny, Bernardette y Amy sin necesidad de alcohol, a consecuencia de un desengaño amoroso especialmente duro.
En el episodio The Griffin Equivalency de la segunda temporada salió en la revista People por haber descubierto el planeta que denominó Planet Bollywood. En ese mismo episodio hace una aparición Charlie Sheen que en ese momento solía actuar en la serie Two and a half men, también producida por Chuck Lorre. Su mejor amigo es Howard, pese a que solía abandonarle para seguir y acosar a cualquier chica. Cuando Howard viajó al espacio, estrecha su amistad con Stuart. El propio Raj es quien parece tener más éxito con las mujeres de los cuatro amigos. Al final de la sexta temporada en la tienda de Stuart conoce a Lucy, una joven que se dedica al comercio electrónico y que comparte con Raj su problema para socializar y comunicarse con otras personas y entabla una relación con ella. Al finalizar la sexta temporada, Lucy termina con él porque se siente presionada por la invitación a conocer a sus amigos y desahogando su duelo con Penny, se da cuenta de que ha superado su (mutismo selectivo) y es capaz de hablar con mujeres, lo que hace sin parar con Penny, Amy y Berndardette, terminando de esta manera el último capítulo de la temporada 6. En la quinta temporada Howard y Bernadette le regalan una perrita Yorkshire terrier a la que llama Canela, es muy sobreprotector con esta, tanto como si fuera su hija.
Se pidió la figura del Flash de la Era Dorada cuando Leonard intenta deshacerse de sus artículos frikis en el episodio 14 de la primera temporada.
En el cuarto episodio de la quinta temporada se averigua que su familia es rica. Según Sheldon, «como a mitad de camino de Bruce Wayne y el tío Gilito». Después en el decimoquinto episodio de la cuarta temporada dice que cuando vivía con su familia en la India tenían más sirvientes de los que necesitaban porque en India no cometían el error de que la gente pobre soñara.
Practica el hinduismo. La serie establece que es vegetariano, aunque cuando casi resulta deportado se despedía de la carne diciendo que la extrañaría de manera especial. Cree en la reencarnación y odia la comida india.
En uno de los episodios cuando amenazan con deportarlo, Raj, en una discusión con Sheldon le dice "Si estuviésemos hablando en mi idioma natal te patearía el trasero"; a lo que Sheldon le responde "el inglés es tu idioma natal" Y Raj dice "Está bien, tienes razón con eso, pero no con esto (haciendo alusión al tema de discusión)".
Raj usa slips blancos apretados

## Sexualidad
Si bien en la serie queda bien definido que Raj siente atracción sexual por las mujeres (tiene relaciones con al menos dos en la primera temporada, coquetea con la actriz Summer Glau en un tren durante la segunda temporada, se acuesta con la Dra. Plimpton en la tercera temporada y con Penny en la cuarta temporada), diversos chistes de la serie hacen alusión a sus posibles tendencias homosexuales y a su relación con Howard. Por ejemplo, los padres de Raj aseguran que "lo más parecido a una nuera que tienen es el muchacho judío" (en alusión a Howard). La madre de Leonard, que es psiquiatra, también teoriza que Rajesh y Howard tienen una relación que raya en lo homosexual. Algunos capítulos se enfocan casi completamente en los celos de Rajesh hacia Howard (cuando coquetea con mujeres o dedica más tiempo a su novia Bernadette). Ambos personajes aparecen bailando-patinando juntos y, en una ocasión en la que por perder una apuesta de bolos con el archienemigo de Sheldon Cooper: Wil Wheaton deben vestirse los cuatro de personajes femeninos, él manifestó sentirse cómodo con su disfraz de Catwoman e incluso en el episodio The Justice League Recombination preferiría ir vestido de Mujer Maravilla (Wonder Woman en inglés) antes que ir de Aquaman. Incluso una vez Raj y Howard se besaron (por accidente, ya que Raj quería besar a Bernadette y Howard se interpone para impedirlo). Además en el episodio 14 de la cuarta temporada confiesa haber entrado a un bar gay (e incluso que nadie le coqueteó).
En capítulos más recientes se nota que hasta su hermana tiene sospechas de que él sea homosexual, pero estas quedan disipadas al descubrir poemas de amor hacia Bernadette "oh, Bernadette, mi amor, ven a tocarme el trombón". Y el capítulo en que Raj y Penny se acostaron por efecto del alcohol, aunque el propio Raj le miente a Penny al día siguiente para quitarle la culpa.
Su experiencia sexual más conocida fue revelada en la despedida de soltero de Howard, cuando, estando ebrio, cuenta que hizo un trío con este y una chica vestida de Sailor Moon en una Comic Con. También tiene algunos encuentros de una o varias noches o solo una cita con algunas chicas, entre ellas 
Lalita Gupta, Issabella Concepción, Ruchi, Nell y Penny.

## Vida amorosa
Raj no ha tenido experiencias estables con las chica debido a su ginefobia y a su desesperación. Pese a ello, hace su lucha para encontrar a su "chica ideal", pero suele arruinarlo cuando imagina en casarse, tener hijos y presumir su fortuna a la primera cita. Sin embargo, ha mantenido noviazgos con varias mujeres las cuales son;

#### Penny y Bernadette
Con Penny no se considera tal cuál una relación, ya que en el final de la cuarta temporada, Penny y Raj están bebiendo alcohol en la casa de Sheldon y hablando sobre las malas experiencias del amor. De un momento a otro, ambos terminan en la cama sin saber qué pasó. Pese a la confusión, Raj aclara que no paso nada entre ellos, aunque sí iban a tener sexo, menciona que cuando Penny le ponía el condón a Raj, este finaliza ahí su experiencia.
Con Bernadette fue en una circunstancia diferente y que solo se considera como un "crush" temporal. La causa fue cuando Bernadette elogia a Raj por su persona y amabilidad en tono de amigos, pero él lo toma de manera contraria. EL sentimiento de Raj hacia ella se supo cuando su hermana, Priya, le encontró una carta de amor en su casa y se lo menciona a Leonard. Al final, su ilusión se rompe cuando Howard le propone matrimonio a Bernadette y ella le corresponde.

#### Lucy
También tuvo algunas citas con una chica llamada Lucy (interpretada por Kate Micucci), que, al igual que él, tiene problemas con las relaciones sociales, es decir, se suele incomodar por su entorno muy a menudo. La conoció en una fiesta de solteros de San Valentín en la tienda de cómics de Stuart y la invita a tomar un café. Pese a que Raj la ha invitado en citas especiales, ella decide por terminar la relación, y le menciona que su motivo fue porque él la ha puesto en momentos incómodos todo el tiempo.

#### Dra. Emily Sweeney
Después de superar su ginefobia y su mutismo en la temporada 7, Raj conoce a una dermatologa llamada Emily (interpretada por Laura Spencer), la cual le gusta el humor negro, el gore y las películas de horror. Duró un tiempo la relación pero debido a su personalidad y a sus gustos (como tener sexo en un panteón), además de que se enamora de otra chica llamada Claire, Raj decide terminar con ella. Hasta el momento ha sido su relación más duradera en la serie.

#### Claire
Raj conoce a Claire en la tienda de los cómics al lado de Howard al discutir sobre si la banda sonora de la película Frozen era buena o no. Luego al presentarse, Claire le menciona que es guionista de ciencia ficción y al saber que Raj es astrofísico le pide su ayuda para tener referencias del espacio en sus historias.
Pese a que Raj le aclara a Claire que tiene novia y ella le dice que solo es para ayudarla en su historia, al final terminan saliendo. Pero luego de su confusión amorosa que tuvo entre ella y Emily, opta por quedarse con la última. Al final, Claire rompe con Raj debido a su inseguridad.

#### Anu
Luego de sus encuentros fugaces con Issabella Concepción (interpretada por Maria Canals-Barrera), trabajadora de limpieza de la universidad, Ruchi (Swati Kapila), compañera de trabajo de Bernadette, y Nell (Beth Behrs), una chica casada que conoció en el planetario), decide buscar una esposa para ya no sentirse solo y estar estable consigo mismo, por lo que acude a su padre para buscarle posibles candidatas y le consigue una cita con Anu (Rati Gupta), una recepcionista de hotel de 34 años de carácter fuerte, astuta, precavida, de actitud positiva e independiente. En la segunda cita, pese a que Raj no se siente cómodo con la personalidad y planes de Anu, se quiere casar con ella.

## Madurez
Desde los primeros episodios de la serie, se ha visto a Raj con sus características de timidez, fobias  y trastornos a su máxima expresión, haciendo que no hablara en frente de las mujeres y usando a su amigo Howard como intermediario, por lo que la única forma de hablar con ellas es mientras está tomando alcohol, como también la forma de llevar sus relaciones amorosas y la manera de llevarse con Howard. También se deja ver que, aunque trabaja con sus amigos en la universidad, aún depende económicamente de la fortuna de sus padres.
Conforme tiene experiencias en su entorno, Raj deja a un lado sus trastornos emocionales como se ve en la temporada 7 y deja de consumir alcohol para hablar con las mujeres, pero esto le trae más problemas que beneficio debido a su inexperiencia.
En la temporada 10, decide no depender del dinero de su padre debido a que siente que para crecer, debe ser responsable de sus gastos, por lo que decide buscar otros proyectos y termina viviendo en la casa de Howard. 
En la temporada 11, su padre le deja ver a Raj que Howard, por medio de sus burlas y malos chistes sobre él, hace que no avance y madure su persona. Al darle la razón, opta por hablar con Howard y decirle que hay que darse un tiempo hasta que él opte por respetarlo. Tiempo después, cambia su apariencia y vuelven a ser amigos. Como dato curioso, Cuando se deja ver con su cabello natural rizado, Penny le pregunta el por qué siempre se lo alisaba. Raj confiesa que lo hacía debido a que quería encajar en Estados Unidos y al ver el cabello de Howard pensando que era un tipo genial.